# Aitajärvi (Gällivare socken, Lappland)
Aitajärvi är en sjö i Gällivare kommun i Lappland och ingår i Luleälvens huvudavrinningsområde.